# Joseph Ebers

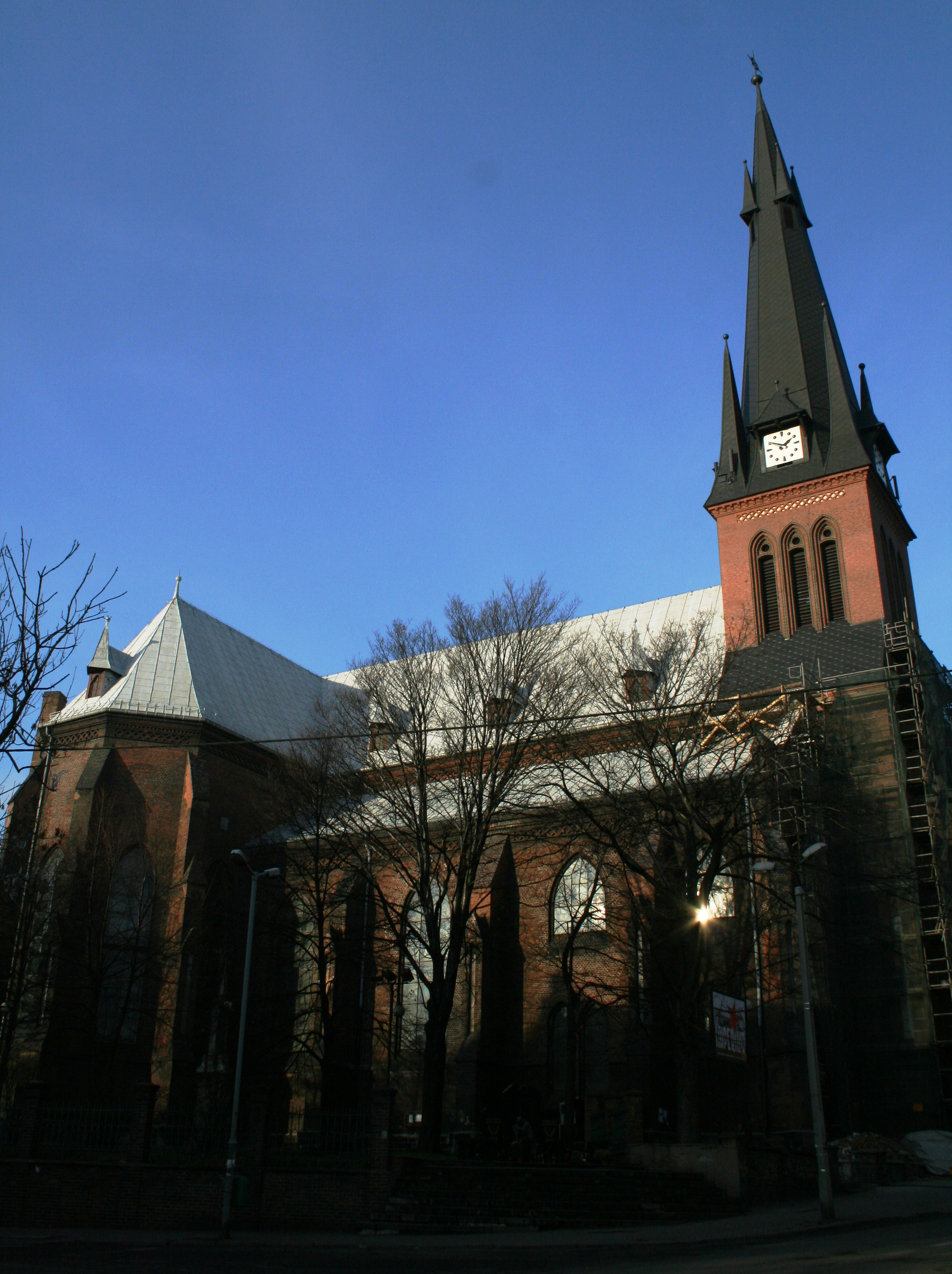
Kościół św. Marii Magdaleny w Chorzowie

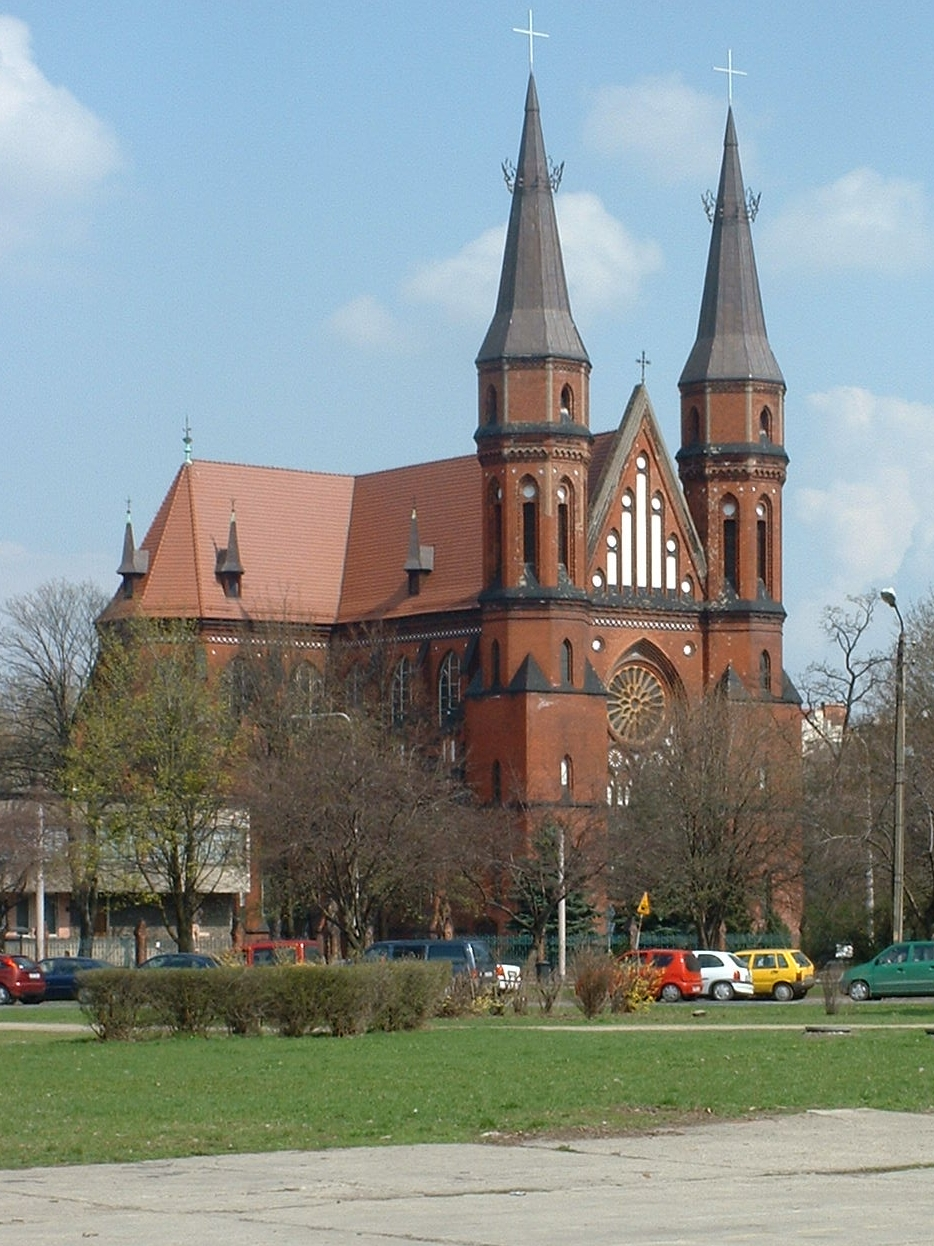
Kościół św. Henryka we Wrocławiu

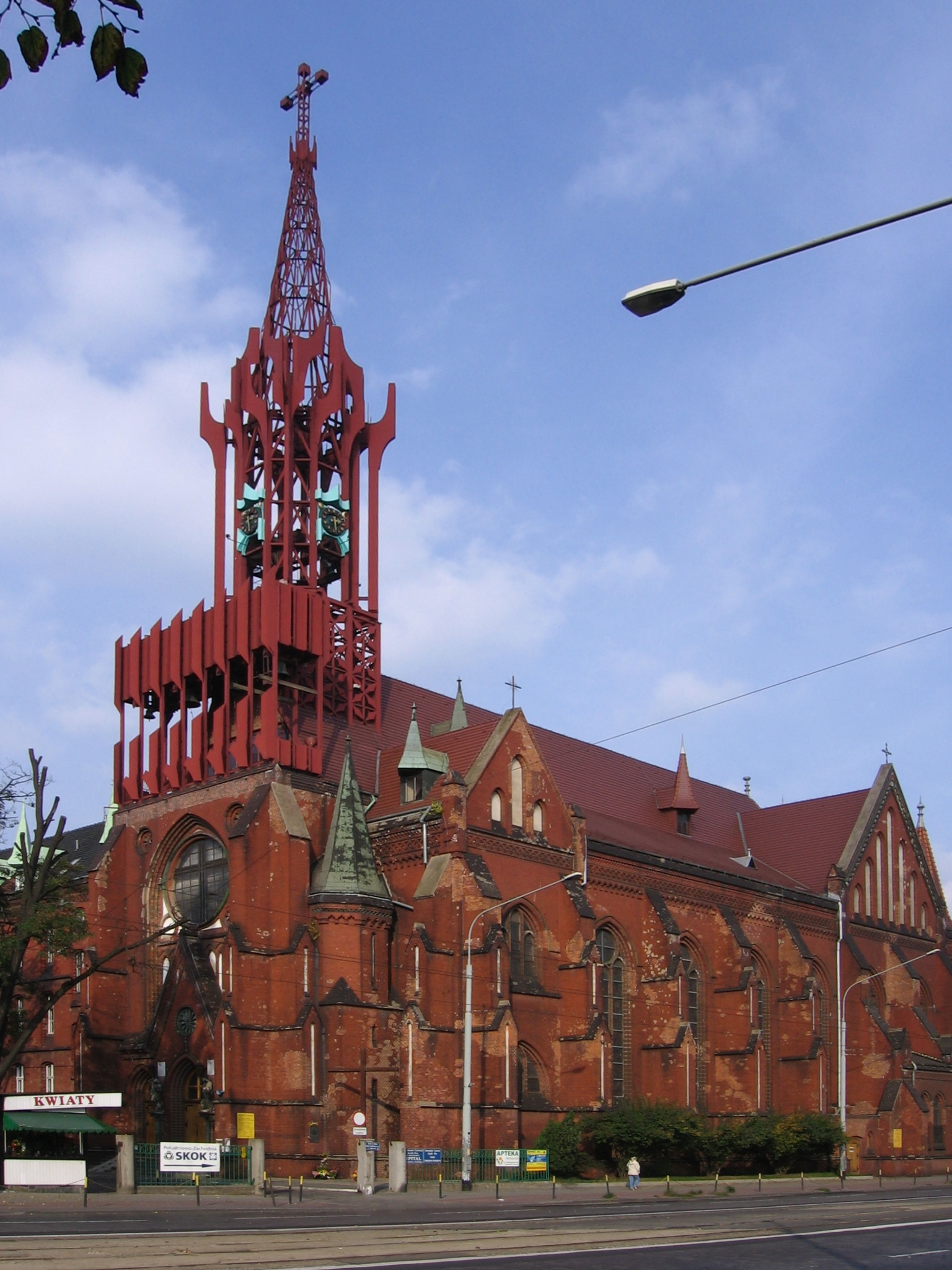
Kościół św. Elżbiety we Wrocławiu

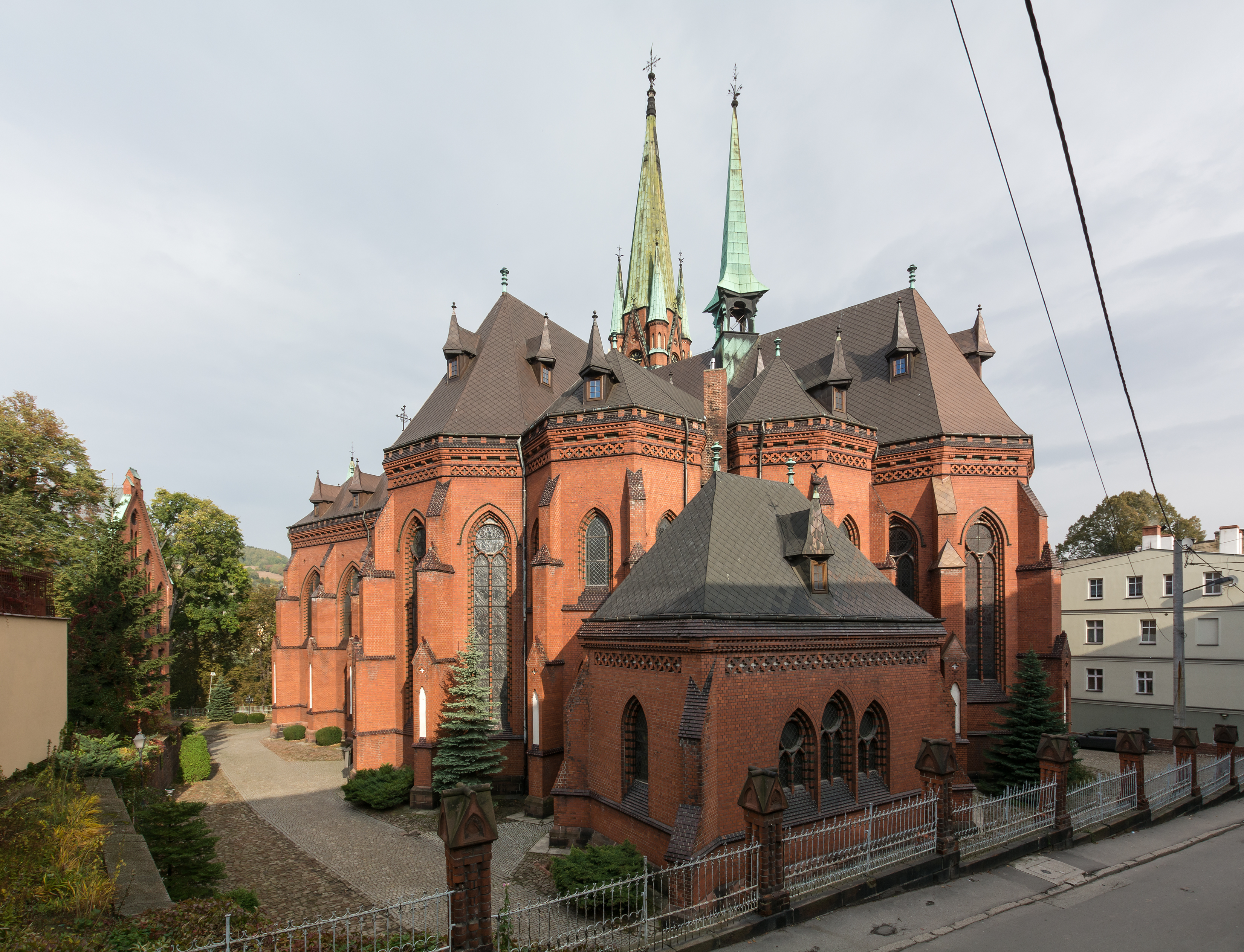
Kościół św. Mikołaja w Nowej Rudzie

Joseph Ebers (ur. 10 grudnia 1845 w Hildesheimie, zm. 14 lipca 1923 we Wrocławiu) – niemiecki architekt, autor licznych projektów neogotyckich kościołów w stylu hanowerskiej szkoły architektury.

## Życiorys
Był synem złotnika, wychowany w rodzinie katolickiej. Od 1864 r. studiował architekturę w Wyższej Szkole Technicznej w Hanowerze, kończąc ją w 1869 r., był uczniem Conrada Wilhelma Hasego. W 1878 r. zdał egzamin budowlany. 1 kwietnia 1883 roku został mianowany radcą budowlanym diecezji wrocławskiej przez ówczesnego biskupa Roberta Herzoga, pozostał na stanowisku do 1921 roku. Ebers nadzorował prace nad najbardziej prestiżowymi przedsięwzięciami budowlanymi w wówczas największej niemieckiej diecezji.
Zmarł wieczorem 14 lipca 1923 roku we Wrocławiu, został tamże pochowany.

## Prace
- 1881–1889 – szpital i klasztor Zgromadzenia Sióstr św. Elżbiety we Wrocławiu przy ul. św. Józefa
- 1882–1885 – dawny zespół klasztorny pw. Dobrego Pasterza we Wrocławiu przy pl. Grunwaldzkim (zob. kościół Najświętszego Serca Jezusowego we Wrocławiu)
- 1884 – przebudowa kościoła św. Piotra i Pawła we Wrocławiu przy ul. Katedralnej
- 1885 – dom św. Wincentego we Wrocławiu (nie istnieje)
- 1885–1890 – kościół św. Mikołaja w Nowej Rudzie[2] (projekt wspólnie z Josephem Elsner[7])
- 1888–1891 – kościół św. Marii Magdaleny w Chorzowie Starym (zob. parafia św. Marii Magdaleny w Chorzowie Starym)
- 1890–1893 – budowa kościoła św. Henryka we Wrocławiu przy ul. Glinianej (projekt z 1888)
- 1891 – dobudowa skrzydła szpitala dziecięcego we Wrocławiu przy ul. św. Marcina 12 (dziś klasztor sióstr Notre-Dame)
- 1892 – kościół św. Elżbiety wraz z klasztorem i szpitalem Elżbietanek, Wrocław, ul. Grabiszyńskiej
- 1893 – prezbiterium kościoła św. Jakuba i św. Krzysztofa we Wrocławiu przy ul. Krzywoustego
- 1894–1895 – Biskupi Konwikt Teologiczny Georgianum we Wrocławiu przy pl. Katedralnym 14 (obecnie Metropolitalne Wyższe Seminarium Duchowne we Wrocławiu)
- 1894–1898 – kościół św. Jerzego i Matki Bożej Różańcowej w Wałbrzychu przy ul. Andersa
- 1895 – rozbudowa szpitala i klasztoru bonifratrów we Wrocławiu przy ul. Traugutta (projekt wspólnie z Emilem Handke)
- ? – dobudowa skrzydła do budynku Alumnatu Diecezji Wrocławskiej we Wrocławiu przy pl. Katedralnym 4 (nie istnieje)
- 1895–1897 – klasztor Franciszkanów we Wrocławiu przy ul. Kasprowicza
- 1897–1898 – dopracowanie nadesłanego z Paderborn projektu kościoła św. Bonifacego we Wrocławiu przy pl. Staszica
- 1898–1900 – katedra św. Jakuba w Görlitz[2]
- 1898–1902 – kościół Świętych Apostołów Piotra i Pawła w Katowicach
- 1904 – kościół Najświętszego Serca Pana Jezusa w Dusznikach-Zdroju (projekt wspólnie z Josephem Elsner[8])
- 1905 – kościół Podwyższenia Krzyża Świętego w Wierzbiu
- 1907 – kościół św. Mikołaja i św. Małgorzaty w Wysokiej
- 1919 – kościół Najświętszej Maryi Panny Matki Pocieszenia we Wrocławiu przy ul. Wittiga